# Комплекс построек товарищества Невской ниточной мануфактуры «Невка»
Комплекс построек товарищества Невской ниточной мануфактуры «Невка» — памятник архитектуры. Расположен в Санкт-Петербурге, современный адрес — Гельсингфорсская улица, 3.
Бумагопрядильная мануфактура И. И. Торшилова была основана в 1846 году, первое четырёхэтажное неоштукатуренное краснокирпичное фабричное здание с внутренним металлическим каркасом было построено по проекту А. Н. Рокова в 1849 году. Здание стояло с отступом от Выборгской набережной, крылья уходили вглубь территории, на красной линии по оси с основными сооружениями стояли одноэтажные конторы.
Выбор места для строительства был связан с высотой над уровнем моря, делавшей Выборгскую сторону в целом достаточно безопасным местом во время петербургских наводнений.
Во второй половине 1850-х годов Е. Е. Аникин создал пристройки к изначальному корпусу. В 1872 году было пристроено правое крыло с новыми производственными цехами и дополнительным энергоцентром.

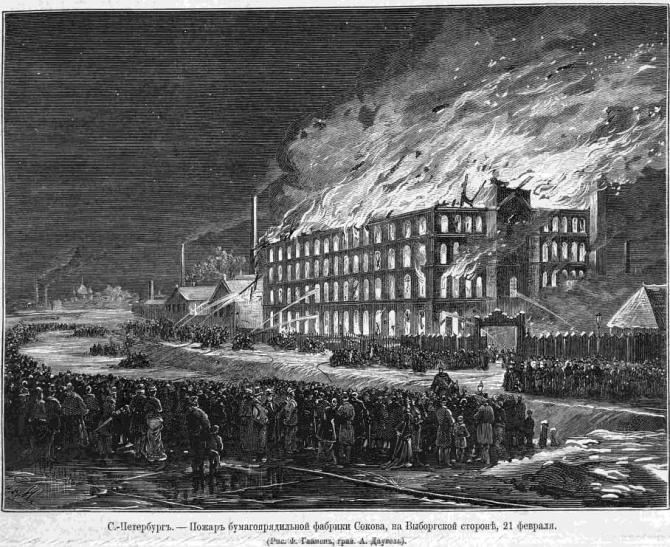
Журнал «Всемирная иллюстрация» о пожаре: 21 февраля 1877 года загорелось здание бумагопрядильной фабрики, находившееся на набережной Большой Невки, напротив Аптекарского острова (на месте совр. фабрики Маяк). Машинное отделение пожарным удалось отстоять.

Сын Торшилова Иван, желая получить страховку, 21 февраля 1877 года устроил поджог, во время которого здания сильно пострадали.
Дальнейшие постройки различных архитекторов продолжили ансамбль в кирпичном стиле. Примыкающие к исходному зданию корпуса вдоль набережной и водонапорные башни были построены в 1890 году по проекту Ф. К. фон Пирвица, в тот период фабрика стала частью товарищества Невской ниточной мануфактуры (что позволило предприятию преодолеть кризис после диверсии Ивана Торшилова).
В 1911 году в глубине участка было построено большое пятиэтажное здание с тремя шатровыми водонапорными башнями по проекту Н. В. Васильева. Здание было задумано так, чтобы со стороны торца его можно было продлить, но этот план в дальнейшем не был реализован. Ансамбль играет ведущую роль в панораме Большой Невки, привлекая внимания сочетанием объёмов, силуэтами башен и вертикалей дымовых труб.
Комплекс мануфактуры изображён на гравюре А. Остроумовой-Лебедевой «Дымы Выборгской стороны», одном из редких изображений промышленного пейзажа города начала XX века — обычно художники старались игнорировать дым от промышленных зданий при изображении Санкт-Петербурга.
Здание Рокова в 2018 году приспособили под бизнес-центр, при этом его надстроили мансардным этажом с пятью полукруглыми слуховыми окнами, а также окнами в плоскости кровли, заменили забор (вместо оштукатуренного кирпичного появилась металлическая ограда), деревья палисадника вырубили, а образовавшуюся площадку замостили. В 2019 году в здании произошёл пожар.
На территории стоит обелиск в память о погибших в Великой Отечественной войне.